# Acalypha anemioides
Acalypha anemioides är en törelväxtart som beskrevs av Carl Sigismund Kunth. Acalypha anemioides ingår i släktet akalyfor, och familjen törelväxter. Inga underarter finns listade i Catalogue of Life.